# 1394
1394 (MCCCXCIV) a fost un an obișnuit al calendarului iulian, care a început într-o zi de sâmbătă.

## Nașteri
- 4 iunie: Philippa a Angliei, regină consort a Danemarcei, Suediei și Norvegiei (d. 1430)

## Decese
- 7 iunie: Ana de Bohemia, 28 ani, prima soție a regelui Richard al II-lea al Angliei (n. 1366)